# Kościół Ewangelicki w Maroku
Kościół Ewangelicki w Maroku – wspólnota religijna wyznania ewangelicko-reformowanego będąca największym Kościołem protestanckim w Maroku.
Ewangelicyzm reformowany pojawił się w Maroku za sprawą francuskich misjonarzy, którzy przybyli do Maroka w roku 1922, za czasów rządów francuskich.
W 1956 roku Maroko odzyskało niepodległość, w związku z czym dwa lata później, w roku 1958, Reformowany Kościół Francji postanowił przekształcić misje marokańskie w niezależny kościół - Kościół Ewangelicki w Maroku.
W roku 1963 działalność misyjna została zakazana, w związku z czym Kościół musiał zrezygnować z działalności ewangelizacyjnej wśród marokańskich Arabów.
Kościół liczy 2000 wiernych w 10 parafiach i kilku grupach domowych (w roku 2004 - 8 parafii i 6 grup domowych)
Kościół ma 3 pastorów oraz 35 starszych i 3 diakonów. Do służby dopuszcza się również kobiety.
W związku z ograniczeniami nałożonymi na działalność chrześcijan Kościół nie posiada seminarium teologicznego, a duchowni kształcą się za granicą, głównie we Francji lub Egipcie.
Wiernymi Kościoła są głównie Marokańczycy i Francuzi, nabożeństwa prowadzone są w języku francuskim - powszechnie znanym w Maroku obok arabskiego.
Kościół praktykuje chrzest niemowląt oraz chrzest świadomy poprzez zanurzenie, ponieważ większość konwersji dokonuje się z islamu. Kościół jest członkiem Światowej Wspólnoty Kościołów Reformowanych.